# Cidaphus
Cidaphus – rodzaj błonkoskrzydłych z rodziny gąsienicznikowatych i podrodziny Mesochorinae.
Duże gąsieniczniki o długości skrzydeł około 16 mm, ubarwione jasnopomarańczowo-brązowo. Aktywne nocą. Nadustek nieoddzielony od twarzy rowkiem. Na skrzydłach przednich obecna druga żyłka medialno-kubitalna. Areola przednich skrzydeł nieregularnie rombowata, pięciokątna lub trójkątna. Na tylnych i środkowych goleniach obecne po dwa kolce. Pazurki stóp grzebykowane. W pobliżu środka pierwszego tergitu obecne glymmae. Przetchlinka na pierwszym tergicie położona najwyżej nieco za środkiem jego długości. Pochewki pokładełka samic sztywno wyciągnięte. Paramery samców wydłużone, pałeczkowate.
Rozprzestrzenione kosmopolitycznie. W Polsce występują 2 gatunki.
Dotąd opisano 20 gatunków, w tym:
- Cidaphus alarius (Gravenhorst, 1829)
- Cidaphus areolatus (Boie, 1850)
- Cidaphus atricillus (Haliday, 1839)